# NGC 5387
NGC 5387 is een spiraalvormig sterrenstelsel in het sterrenbeeld Maagd. Het hemelobject werd op 8 mei 1864 ontdekt door de Duitse astronoom Albert Marth.

## Synoniemen
- UGC 8891
- MCG 1-36-11
- ZWG 46.26
- IRAS 13559+0618
- PGC 49724